# Manoela Aliperti
Manoela Aliperti França Domingues (São Paulo, 9 de março de 1996), mais conhecida como Manoela Aliperti, é uma atriz brasileira que ficou conhecida por interpretar Lica em Malhação: Viva a Diferença e em seu spin-off, As Five.

## Biografia
Manoela Aliperti é filha de Teresa Cristina Aliperti França Domingues e Marcio França Domingues, ela possui duas irmãs chamadas Paola Aliperti França Domingues e Rafaela Aliperti França Domingues.
Descendente de italianos, Aliperti estuda artes cênicas em São Paulo. Fez estágio de direção com o diretor Luiz Villaça e também na peça "Galileu Galilei", apresentada no Teatro da PUC de São Paulo. Em 2006, aos 10 anos, participou do curta-metragem "Chimiste en Herbe", dos alunos do 5º ano do Liceu Pasteur, no curso de cinema coordenado por Laurent Cardon e Stephane Bautheney, em São Paulo.

## Carreira
O primeiro trabalho da atriz na televisão foi em 2013, na série 3 Teresas, no canal GNT, com a personagem Tetê, na qual contracenou com Denise Fraga e Claudia Mello. Rodou também a série A Vida Secreta dos Casais, do canal HBO, dirigido por Carlos Alberto Riccelli e Kim Riccelli. Em 2016, participou do filme "De Onde Eu Te Vejo", do diretor Luiz Villaça, que teve também os atores Denise Fraga e Domingos Montagner, sendo a filha de Ana Lúcia e Fábio, representados pelos atores veteranos.
Seu primeiro papel de destaque na televisão aberta foi Lica, protagonista de Malhação: Viva a Diferença, em 2017. Com essa personagem, Manoela fez história juntamente com sua colega de cena Giovanna Grigio, onde as duas protagonizaram o primeiro beijo entre duas garotas em uma telenovela teen. Estrelou em 2018, como a protagonista Érica, no curta-metragem Polaris. Em 2019 viveu a guerrilheira, no filme Sem Pai nem Mãe, protagonizado por Alexandre Nero. Em 2020, estreou a série As Five, spin-off de Malhação. A história conta como está a vida das personagens seis anos após se formarem no colégio, tendo que enfrentar os problemas da vida adulta. Em 2022, estrelou o filme Diário de Viagem, como uma estudante que retorna ao Brasil após um intercâmbio na Irlanda e tem que enfrentar transtornos alimentares adquiridos na viagem.

## Filmografia

### Televisão
| Ano     | Título                     | Personagem               | Notas  |
| ------- | -------------------------- | ------------------------ | ------ |
| 2013    | Três Teresas               | Teresa Rodrigues (Tetê)  |        |
| 2017    | A Vida Secreta dos Casais  | Lorena                   |        |
| 2017    | Malhação: Viva a Diferença | Heloísa Gutierrez (Lica) | [ 11 ] |
| 2020-24 | As Five                    | Heloísa Gutierrez (Lica) |        |

### Cinema
| Ano  | Título             | Personagem           | Nota           |
| ---- | ------------------ | -------------------- | -------------- |
| 2006 | Chimiste en Herbe  | Aluna                | Curta-metragem |
| 2016 | De Onde Eu Te Vejo | Manoela Matos (Manu) |                |
| 2019 | Polaris            | Érica                | Curta-metragem |
| 2022 | Diário de Viagem   | Liz                  |                |
| TBA  | Sem Pai Nem Mãe    | Vivi                 | Pós-produção   |

## Teatro
| Ano  | Trabalho            | Ref.   |
| ---- | ------------------- | ------ |
| 2016 | Galileu Galileu     | [ 12 ] |
| 2018 | Sobre Anjos e OVNIS | [ 13 ] |
| 2019 | Marta, Rosa e João  |        |

## Prêmios e Indicações
| Ano  | Prêmio                        | Categoria                                     | Nomeações        | Resultado |
| ---- | ----------------------------- | --------------------------------------------- | ---------------- | --------- |
| 2021 | SEC Awards                    | Casal Favorito em Série (com Giovanna Grigio) | As Five          | Indicada  |
| 2021 | Prêmio Nosso Orgulho          | Atuação (voto do júri)                        | As Five          | Venceu    |
| 2022 | Festival Sesc Melhores Filmes | Melhor Atriz Nacional                         | Diário de Viagem | Indicado  |